# Lakmartin
Lakmartin est une localité de Croatie située sur l'île de Krk et dans la municipalité de Krk, comitat de Primorje-Gorski Kotar. En 2001, la localité comptait 20 habitants.

## Démographie
| 1948 | 1953 | 1961 | 1971 | 1981 | 1991 | 2001 |
| ---- | ---- | ---- | ---- | ---- | ---- | ---- |
| 103  | 97   | 64   | 41   | 21   | 15   | 20   |